# Giovanni Carlo Anselmetti
Giovanni Carlo Anselmetti (né le 23 mai 1904 à Turin et mort le 21 octobre 1964 dans la même ville) est un entrepreneur et homme politique italien.

## Biographie
Ingénieur et chef d'entreprise, Giovanni Carlo Anselmetti est directeur de l'usine sidérurgique de Savillan (dans la province de Coni) et de celle de Cogne (en Vallée d'Aoste), et est nommé Cavaliere del Lavoro (Chevalier dans l'Ordre du mérite du travail).
Élu conseiller municipal sur les listes de la Démocratie chrétienne, il est premier adjoint, puis maire de Turin du 26 février 1962 à la date de sa mort le 21 octobre 1964.
En 1960, il reçoit la médaille d'or du Mérite pour l'école, l'art et la culture.

## Source de traduction
- (it) Cet article est partiellement ou en totalité issu de l’article de Wikipédia en italien intitulé « Giovanni Carlo Anselmetti » (voir la liste des auteurs).